# Микелини, Артуро
Артуро Микелини (итал. Arturo Michelini, 15 февраля 1909, Флоренция, Италия — 15 июня 1969, Рим, Италия) — итальянский политик и секретарь Итальянского социального движения (ИСД).

## Биография
Микелини родился во Флоренции. Он был бухгалтером по профессии, являлся функционером фашистской партии среднего звена, достигнув должности секретаря партии в Риме. Несмотря на это, Микелини был ветераном Гражданской войны в Испании, но не занимал каких-либо должностей в Итальянской социальной республике.
Микелини стал лидером ИСД в 1954 году и стремился смягчить неофашистскую позицию партии, и тем самым пытался привести её в политическую жизнь страны. Для этого он прилагал значительные усилия, которые, в определённой степени, увенчались успехом. Он был связан с финансовыми кругами в Риме, а также в Ватикане, который пытался переместить ИСД с позиций третьего пути в сторону консервативных идеалов. Его политика способствовала тому, что партию покинули наиболее радикальные элементы и такие группы, как Национальный авангард (Avanguardia Nazionale) и Новый Порядок (Ordine Nuovo). Попытки Микелини смягчить радикализм ИСД привели к тому, что партия стала терять поддержку избирателей. Если на итальянский всеобщих выборах 1953 г. ИСД набрала 5,8 % голосов избирателей, то на выборах 1958 г. ИСД получил 4,9 % голосов. Тем не менее Микелини оставался лидером ИСД до своей смерти, после чего лидер экстремистской фракции Джорджо Альмиранте вернулся к руководству.
Депутат Палаты депутатов пяти легислатур с 1948 по 1972 гг.